# Прекалено много Феникси
„Прекалено много Феникси“ (на немски: Ein Phönix zuviel) e швейцарски телевизионен филм от 1959 година, заснет по едноименната пиеса на Кристофър Фрай.

## В ролите
- Ингеборг Люшер като Дайнамин
- Беатрис Швайцер като Дото
- Волфганг Шварц като Тиджиъс – Хромис[2]